# .vc
.vc és el domini de primer nivell territorial (ccTLD) de Saint Vincent i les Grenadines. El registre està obert a usuaris de tot el món, i s'ha utilitzat per webs variats, no necessàriament relacionats amb el país; es pot veure com abreviatura de Venture Capital(Capital de risc), Ventura County (Comtat de Ventura, Califòrnia), Version Control (Control de versions), Videoconferència, o d'altres coses, com l'abreviatura informal, però freqüent, de você («tu», en portuguès de Brasil). D'aquesta manera, «.com.vc» s'entén en portuguès com «.amb.tu».